# Куп Радивоја Кораћа 2018.
Куп Радивоја Кораћа је 2018. године одржан по дванаести пут као национални кошаркашки куп Србије, а шеснаести пут под овим именом. Домаћин завршног турнира био је Ниш у периоду од 15. до 18. фебруара 2018, а сви мечеви су одиграни у Хали Чаир. Насловни спонзор такмичења ове године је Триглав осигурање.

## Учесници
На завршном турниру учествује укупно 8 екипа, а право учешћа клуб може стећи по једном од три основа:
- Као учесник првог ранга Јадранске лиге 2017/18. (4 екипе)
  - По овом основу пласман су обезбедили Црвена звезда МТС, Партизан НИС, Мега Бемакс и ФМП.
- Као финалиста Купа КСС II степена (2 екипе)
  - По овом основу пласман су обезбедили Златибор и Металац.
- Као једна од две најбоље пласиране екипе на половини првог дела такмичења у Кошаркашкој лиги Србије 2017/18. (2 екипе)
  - По овом основу пласман су обезбедили Динамик ВИП ПЕЈ и Борац Чачак.

## Дворана
| Ниш                  | НишКуп Радивоја Кораћа 2018. на карти Србије |
| Спортски центар Чаир | НишКуп Радивоја Кораћа 2018. на карти Србије |
| Капацитет: 4.800     | НишКуп Радивоја Кораћа 2018. на карти Србије |
|                      | НишКуп Радивоја Кораћа 2018. на карти Србије |

## Четвртфинале
Жреб парова четвртине финала Купа Радивоја Кораћа 2018. обављен је 31. јануара 2018. године у просторијама хотела „М“, у Београду.
| 15. 2. 2018. 17:00 | Извештај | ФМП                                                   | 101 : 68 | Металац                         | Спортски центар Чаир, Ниш Гледаоци: 2.000 Судије: Владимир Јевтовић, Иван Стефановић, Радош Арсенијевић |  |
| 15. 2. 2018. 17:00 | Извештај | Четвртине: 21:16, 23:18, 35:11, 22:23                 |          |                                 | Спортски центар Чаир, Ниш Гледаоци: 2.000 Судије: Владимир Јевтовић, Иван Стефановић, Радош Арсенијевић |  |
| 15. 2. 2018. 17:00 | Извештај | Поени: Човић 18 Скокови: Оџо 9 Асистенције: Раданов 7 |          | Ђукановић 22 3 играча 3 Васић 7 | Спортски центар Чаир, Ниш Гледаоци: 2.000 Судије: Владимир Јевтовић, Иван Стефановић, Радош Арсенијевић |  |

| 15. 2. 2018. 19:30 | Извештај | Црвена звезда МТС                                                  | 85 : 79 | Борац Чачак                                             | Спортски центар Чаир, Ниш Гледаоци: 4.000 Судије: Бранислав Мрдак, Немања Нинковић, Александар Милојевић |  |
| 15. 2. 2018. 19:30 | Извештај | Четвртине: 15:14, 21:16, 12:16, 23:25, 14:8                        |         |                                                         | Спортски центар Чаир, Ниш Гледаоци: 4.000 Судије: Бранислав Мрдак, Немања Нинковић, Александар Милојевић |  |
| 15. 2. 2018. 19:30 | Извештај | Поени: Рочести, Фелдин 15 Скокови: Лесор 10 Асистенције: Рочести 6 |         | Ђоковић 18 Поповић, Стојадиновић 8 Ђоковић, Пешаковић 3 | Спортски центар Чаир, Ниш Гледаоци: 4.000 Судије: Бранислав Мрдак, Немања Нинковић, Александар Милојевић |  |

| 16. 2. 2018. 17:00 | Извештај | Мега Бемакс                                                           | 94 : 79 | Динамик ВИП ПЕЈ                                 | Спортски центар Чаир, Ниш Гледаоци: 1.500 Судије: Саша Маричић, Синиша Прпа, Владимир Весковић |  |
| 16. 2. 2018. 17:00 | Извештај | Четвртине: 18:18, 35:19, 26:23, 15:19                                 |         |                                                 | Спортски центар Чаир, Ниш Гледаоци: 1.500 Судије: Саша Маричић, Синиша Прпа, Владимир Весковић |  |
| 16. 2. 2018. 17:00 | Извештај | Поени: Битадзе 17 Скокови: Битадзе 11 Асистенције: Јарамаз, Синовец 4 |         | Тодоровић 20 Крстић, Тодоровић 5 Милисављевић 5 | Спортски центар Чаир, Ниш Гледаоци: 1.500 Судије: Саша Маричић, Синиша Прпа, Владимир Весковић |  |

| 16. 2. 2018. 19:30 | Извештај | Партизан НИС                                                                 | 67 : 54 | Златибор                           | Спортски центар Чаир, Ниш Гледаоци: 4.000 Судије: Урош Николић, Јасмина Јурас, Марко Пецељ |  |
| 16. 2. 2018. 19:30 | Извештај | Четвртине: 17:14, 15:16, 21:8, 14:16                                         |         |                                    | Спортски центар Чаир, Ниш Гледаоци: 4.000 Судије: Урош Николић, Јасмина Јурас, Марко Пецељ |  |
| 16. 2. 2018. 19:30 | Извештај | Поени: Андрић, Вон, Гавриловић 10 Скокови: Вилијамс-Гос 5 Асистенције: Вон 4 |         | Гуџић 14 Ризнић 7 Папић, Поповић 3 | Спортски центар Чаир, Ниш Гледаоци: 4.000 Судије: Урош Николић, Јасмина Јурас, Марко Пецељ |  |

## Полуфинале
| 17. 2. 2018. 17:00 | Извештај | Црвена звезда МТС                                              | 98 : 82 | ФМП                            | Спортски центар Чаир, Ниш Гледаоци: 4.500 Судије: Милија Војиновић, Урош Обркнежевић, Александар Глишић |  |
| 17. 2. 2018. 17:00 | Извештај | Четвртине: 27:28, 24:16, 22:17, 25:21                          |         |                                | Спортски центар Чаир, Ниш Гледаоци: 4.500 Судије: Милија Војиновић, Урош Обркнежевић, Александар Глишић |  |
| 17. 2. 2018. 17:00 | Извештај | Поени: Енис 20 Скокови: Лесор 5 Асистенције: Рочести, Фелдин 5 |         | Апић 21 Оџо 6 Ненадић, Човић 5 | Спортски центар Чаир, Ниш Гледаоци: 4.500 Судије: Милија Војиновић, Урош Обркнежевић, Александар Глишић |  |

| 17. 2. 2018. 21:00 | Извештај | Партизан НИС                                                                   | 89 : 79 | Мега Бемакс                 | Спортски центар Чаир, Ниш Гледаоци: 4.500 Судије: Илија Белошевић, Миливоје Јовчић, Марко Јурас |  |
| 17. 2. 2018. 21:00 | Извештај | Четвртине: 20:16, 22:25, 26:19, 21:19                                          |         |                             | Спортски центар Чаир, Ниш Гледаоци: 4.500 Судије: Илија Белошевић, Миливоје Јовчић, Марко Јурас |  |
| 17. 2. 2018. 21:00 | Извештај | Поени: Маринковић 18 Скокови: Гагић 13 Асистенције: Величковић, Вилијамс-Гос 8 |         | Чанчар 20 Битадзе 8 Ребић 5 | Спортски центар Чаир, Ниш Гледаоци: 4.500 Судије: Илија Белошевић, Миливоје Јовчић, Марко Јурас |  |

## Финале
| 18. 2. 2018 21:00 | Извештај | Црвена звезда МТС                                                             | 75 : 81 | Партизан НИС                                | Спортски центар Чаир, Ниш Гледаоци: 5.000 Судије: Илија Белошевић, Миливоје Јовчић, Милија Војиновић |  |
| 18. 2. 2018 21:00 | Извештај | Четвртине: 9:25, 22:24, 24:16, 20:16                                          |         |                                             | Спортски центар Чаир, Ниш Гледаоци: 5.000 Судије: Илија Белошевић, Миливоје Јовчић, Милија Војиновић |  |
| 18. 2. 2018 21:00 | Извештај | Поени: Бјелица, Дангубић 14 Скокови: Бјелица 6 Асистенције: Дангубић, Лесор 3 |         | Вилијамс-Гос 23 Величковић 7 Вилијамс-Гос 7 | Спортски центар Чаир, Ниш Гледаоци: 5.000 Судије: Илија Белошевић, Миливоје Јовчић, Милија Војиновић |  |

| Освајач Купа Радивоја Кораћа 2018. |
| ---------------------------------- |
| Партизан 6. титула.                |